# Państwo Islamskie
Państwo Islamskie (PI), w latach 2006–2013 Islamskie Państwo w Iraku, w latach 2013–2014 Islamskie Państwo w Iraku i Lewancie (IPIL) (arab. ‏الدولة الاسلامية في العراق والشام‎, Ad-Daula al-Islamijja fi al-Irak wa-asz-Szam; akronimy: arab. داعش, Da’isz; ang. IS, ISIS, ISIL, Daesh) – salaficka organizacja terrorystyczna oraz samozwańczy kalifat ogłoszony w 2014 roku na terytorium państwowym Iraku i Syrii. Państwo Islamskie to nie tylko ugrupowanie, ale również dżihadystyczne quasi-państwo. Jego nazwa i idea jest szeroko krytykowana i potępiana przez ONZ, rządy i główne grupy muzułmanów odmawiają jego uznania.
Celem ugrupowania, które jest spadkobiercą sunnickich ekstremistów z okresu okupacji Iraku przez siły USA i ich koalicjantów, jest ustanowienie hierokracji opartej na zasadach szariatu (prawa koranicznego) na wszystkich terytoriach zamieszkanych bądź rządzonych przez muzułmanów. 29 czerwca 2014 roku ugrupowanie proklamowało na ziemiach okupowanych powstanie kalifatu pod nazwą Państwo Islamskie.
Szacowano, iż w sierpniu 2014 roku ugrupowanie zrzeszało 80 tys. bojówkarzy, w tym 50 tys. walczących w Syrii i 30 tys. w Iraku. Państwo Islamskie prowadziło aktywną kampanię rekrutacyjną wśród zwolenników dżihadu i kalifatu. W związku z tym w bojówkach wciąż walczy wielu muzułmanów mieszkających na stałe w krajach europejskich, Stanach Zjednoczonych i Australii.
Po ekspansji Państwa Islamskiego na terytoria Syrii i Iraku oraz dopuszczeniu się zbrodni na ludności cywilnej, Stany Zjednoczone podjęły 8 sierpnia 2014 na terenie Iraku interwencję lotniczą przeciwko dżihadystom. Po ogłoszeniu „strategii Obamy” i uformowaniu koalicji międzynarodowej 23 września 2014 r. rozszerzono operację lotniczą na Syrię.
W październiku 2019 roku siły specjalne USA zlokalizowały miejsce przebywania przywódcy, założyciela ISIS, Abu Bakr al-Baghdadiego, a następnie zapędziły do ślepego tunelu. Mężczyzna nie mając drogi ucieczki popełnił samobójstwo (detonacja ładunków wybuchowych).

## Islamskie Państwo w Iraku
Ugrupowanie powstało podczas interwencji Stanów Zjednoczonych w Iraku w 2003 roku. Początkowo organizacja istniała pod nazwą Dżama’at at-Tauhid wa-al-Dżihad i była dowodzona przez Abu Musaba az-Zarkawiego. Grupa ta skupiała sunnickich terrorystów i zagranicznych ekstremistów. Była de facto odnogą Al-Ka’idy w Iraku. Ugrupowanie az-Zarkawiego podczas wojny partyzanckiej w Iraku w 2004 roku zasłynęło przede wszystkim udziałem w I i II bitwie o Faludżę, przeprowadzaniem zamachów samobójczych, a także braniem do niewoli zagranicznych zakładników i mordowaniem ich poprzez ścięcie, co wstrząsnęło opinią publiczną.
W październiku 2004 roku organizacja zmieniła nazwę na Tanzim Ka’idat al-Dżihad fi Bilad ar-Rafidajn, a powszechnie znana była jako Al-Ka’ida w Iraku. Abu Musab az-Zarkawi wypowiedział wojnę nie tylko podmiotom interweniującym w Iraku, ale także szyitom, wpędzając Irak w wir wojny religijnej. Był liderem organizacji do 6 czerwca 2006 roku, kiedy zginął w nalocie amerykańskich sił powietrznych.
Jego następcą został Abu Abd Allah ar-Raszid al-Baghdadi. 15 października 2006 roku organizacja zmieniła nazwę na Islamskie Państwo w Iraku. Prowadziła nadal wojnę partyzancką z wojskami państw zachodnich stacjonującymi w Iraku, przeprowadzając liczne ataki terrorystyczne. Organizacja, której apogeum terroru przypadło na lata 2006–2007, została rozbita w latach 2008–2009. Al-Baghdadi został zabity 19 kwietnia 2010 roku w wiosce As-Sarsar, położonej 80 km na zachód od Bagdadu podczas operacji irackich i amerykańskich sił lądowych. Żołnierze zaatakowali rakietami dom, w którym się ukrywał. Schedę po nim objął Abu Bakr al-Baghdadi.
Rządy kolejnego al-Baghdadiego przypadły na okres wycofywania się amerykańskich wojsk okupacyjnych z Iraku. W grudniu 2011 roku Islamskie Państwo w Iraku rozpoczęło nową falę aktów terrorystycznych. W odwecie za marginalizację sunnitów przez szyicki rząd Nuriego al-Malikiego ekstremiści przeprowadzali regularne ataki wymierzone w szyitów, co doprowadziło Irak na skraj wojny religijnej. Ponadto eskalujący konflikt wyznaniowy w sąsiedniej Syrii wpłynął na działania militarne sunnickich ekstremistów w Iraku.
Islamskie Państwo w Iraku odpowiada za liczne ataki i zamachy terrorystyczne oraz porwania, tortury i morderstwa, głównie w środkowym Iraku (zwłaszcza w tzw. sunnickim trójkącie śmierci).

## Działalność Islamskiego Państwa w Iraku i Lewancie
Islamskie Państwo w Iraku zmieniło swoją nazwę (na Islamskie Państwo w Iraku i Lewancie) 8 kwietnia 2013 roku, kiedy Abu Bakr al-Baghdadi ogłosił połączenie się z syryjskimi ekstremistami z Dżabhat an-Nusra (choć 10 kwietnia 2013 roku głównodowodzący Dżabhat an-Nusra Abu Muhammad al-Dżaulani zaprzeczył jakoby doszło do fuzji). Ogłosił zachowanie odrębności i przyrzekł lojalność Ajmanowi az-Zawahiriemu, liderowi Al-Ka’idy. Deklaracja al-Baghdadiego nie spotkała się z akceptacją Ajmana az-Zawahiriego. Lider Al-Ka’idy w liście otwartym z 9 czerwca 2013 roku nazwał decyzję al-Baghdadiego błędem i ją anulował. Al-Baghdadi nie podporządkował się decyzji az-Zawahiriego i 15 czerwca 2013 roku ogłosił, iż oba podmioty będą działać jako jedna organizacja pod nazwą Islamskie Państwo w Iraku i Lewancie. Faktycznie Dżabhat an-Nusra walczył pod swoim sztandarem, lecz początkowo aktywnie współpracował z ISIS na ziemiach syryjskich. Po tym jak al-Baghdadi zerwał kontakty z Al-Ka’idą, 8 listopada 2013 roku Ajman az-Zawahiri ponownie nakazał rozwiązanie Islamskiego Państwa w Iraku i Lewancie i podporządkowanie się ich bojowników syryjskiemu Dżabhat an-Nusra.
Ugrupowanie walczyło przeciwko tamtejszemu prezydentowi Baszszarowi al-Asadowi, dążąc do jego obalenia i ustanowienia kalifatu islamskiego. ISIS prowadziło również wrogą politykę wobec Wolnej Armii Syrii, opozycyjnej armii zmagającej się również z al-Asadem. Do zaognienia relacji syryjskiej opozycji złożonej z umiarkowanych bojowników i dżihadystów doszło 11 lipca 2013 roku po zabójstwie Kamala al-Hammamiego z Najwyższej Rady Wojskowej Wolnej Armii Syrii, należącego do 30 najważniejszych postaci Armii, co uznano za wypowiedzenie wojny.
Następnie ISIS rozpoczęło walki z Kurdami na północy Syrii. We wrześniu 2013 roku doszło do bitwy w szeregach opozycji między radykałami i nacjonalistycznymi przeciwnikami al-Asada w Azaz. Islamskie Państwo w Iraku i Lewancie wypowiedziało Przymierze Umara z VII wieku, które regulowało wspólne życie chrześcijan i muzułmanów w Syrii i przystąpiło do wojny z chrześcijanami w Syrii, porywając i zabijając ich oraz profanując krzyże i świątynie.
Podczas wojny domowej radykalni islamiści skupieni wokół Islamskiego Państwa w Iraku i Lewancie oraz Islamskiego Frontu Syryjskiego dokonywali czystek etnicznych na chrześcijanach, alawitach, szyitach, Kurdach, a także umiarkowanych sunnitach. Spirala przemocy w ich wykonaniu rozpoczęła się masakrą chrześcijan w Ad-Duwajr z 27 maja 2013 roku, kiedy to wymordowano niemal wszystkich mieszkańców wsi. 11 czerwca 2013 roku islamiści zabili 60 szyitów w miejscowości Hatla. Pod koniec lipca 2013 roku ekstremiści z ISIS porwali 200 osób w Tall Abjad i po kolei ścinali im głowy, dopóki kurdyjscy partyzanci nie uwolnili lidera czeczeńskich sprzymierzeńców z ugrupowania Dżajsz al-Muhadżirin wa-al-Ansar, Abu Umara asz-Sziszaniego, który w listopadzie 2013 przyrzekł wierność Baghdadiemu. W tym samym czasie ISIS dokonało masakry po zajęciu Chan al-Asal, zabijając 51 żołnierzy.
4 sierpnia 2013 roku dżihadyści dopuścili się jak dotąd największej zbrodni, mordując 190 alawitów w wioskach pod Salmą. 4 września 2013 roku ISIS zaatakowało historyczne dla chrześcijan miasto Malula, a po jego zajęciu paliło i grabiło kościoły oraz mordowało tych, którzy nie zgodzili się na konwersję na islam. Czystkom położyła kres armia syryjska, która przepędziła rebeliantów-fanatyków z miasta. W dniach 21–28 października 2013 r. ISIS toczyło zacięty bój o chrześcijańskie miasto Sadad, który ostatecznie zakończył się ich klęską. W tygodniowej bitwie zginęło 100 żołnierzy oraz 80 islamistów, którzy zamordowali 45 cywilów, co nazwano masakrą chrześcijan. Oprócz tego łupiono i grabiono domostwa, kościoły i inne miejsca kultu chrześcijańskiego.

Taktyka wojenna dżihadystów wymusiła na przedstawicielstwie syryjskiej opozycji odcięcie się od islamskich ekstremistów i potępienie przypadków pogwałcenia praw człowieka, w tym porwania, morderstwa i masowe egzekucje. Syryjska opozycja zadeklarowała 11 października 2013 roku wolę przestrzegania prawa międzynarodowego i obiecała wydanie w ręce sprawiedliwości zbrodniarzy, oskarżając jednocześnie instytucje międzynarodowe o brak działania. Umiarkowani rebelianci dostrzegli tym samym zagrożenie ze strony radykalnych islamistów. Większość członków ISIS oprócz Irakijczyków to Saudyjczycy, Jemeńczycy, Libijczycy i Algierczycy. 
22 listopada 2013 roku powstał Front Islamski, będący sojuszem ugrupowań bojowników islamskich sprzeciwiających się działalności ISIS na terytorium Syrii, który znacznie przewyższył liczebnie Wolną Armię Syrii i był odpowiedzią na rosnące w siłę Islamskie Państwo w Iraku i Lewancie. Wraz z początkiem 2014 roku na terenach opanowanych przez rebeliantów rozpoczęła się otwarta wojna między Islamskim Państwem w Iraku i Lewancie, a syryjską opozycją zbrojną. Przeciwko ISIS wystąpił Front Islamski, Wolna Armia Syrii i jej brygady satelickie oraz dotychczasowy sojusznik Dżabhat an-Nusra. Syryjscy rebelianci oskarżali ISIS o łamanie zasad boskich, szerzenie przemocy i rozlew krwi. 3 lutego 2014 roku w oświadczeniu Al-Ka’ida odcięła się od działań Islamskiego Państwa w Iraku i Lewancie. Efektem tego kroku było ignorowanie przez ISIS poleceń Ajmana az-Zawahiriego. „Al-Ka’ida nie ma żadnych powiązań organizacyjnych z tą grupą (ISIS) i nie ponosi odpowiedzialności za jej działania” – głosiło internetowe oświadczenie.

## Ekspansja terytorialna i proklamowanie Państwa Islamskiego
Pod kontrolą ISIS w Syrii i w Iraku
     Pod kontrolą sił opozycji Wolnej Armii Syrii
     Pod kontrolą sił rządowych Rząd Syrii
     Pod kontrolą Dżabhat an-Nusra
     Pod kontrolą szyickie władze centralne (Irak)
     Pod kontrolą syryjskich Kurdów
     Pod kontrolą irackich Kurdów

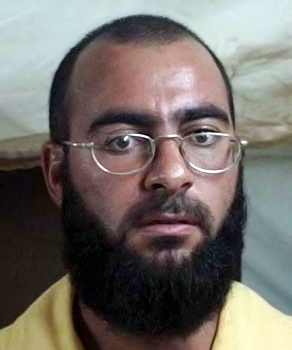
Lider ugrupowania i samozwańczy kalif Abu Bakr al-Baghdadi

Poszerzanie terytorium ISIS między październikiem 2014 i majem 2016
Pod kontrolą ISIS w Syrii i w Iraku
Pod kontrolą sił opozycji Wolnej Armii Syrii
Pod kontrolą sił rządowych Rząd Syrii
Pod kontrolą Dżabhat an-Nusra
Pod kontrolą szyickie władze centralne (Irak)
Pod kontrolą syryjskich Kurdów
Pod kontrolą irackich Kurdów

Islamskie Państwo w Iraku i Lewancie w styczniu 2014 roku podjęło insurekcję w irackiej prowincji Al-Anbar, przejmując na przełomie 2013 i 2014 roku kontrolę nad Al-Falludżą, Al-Karmą, Al-Chalidijją, Al-Hadisą, Al-Ka’im oraz częścią Ar-Ramadi i Abu Ghurajb. W czerwcu 2014 roku ISIS przeprowadziło ofensywę na północy Iraku, zajmując m.in. prowincję Niniwa i Salah ad-Din wraz ze stołecznymi miastami Mosul i Tikrit i dokonując zbrodni wojennych.
W tym czasie dżihadyści prowadzili też szeroko zakrojoną ofensywę w Syrii, która doprowadziła do podbicia muhafazy Dajr az-Zaur. W trakcie kampanii irackiej i syryjskiej 29 czerwca 2014 roku, pierwszego dnia ramadanu, ogłosili powstanie kalifatu pod nazwą „Państwo Islamskie” na ziemiach przez siebie kontrolowanych. Z nazwy ugrupowania usunięto wyrazy „Irak” i „Lewant”. Na czele kalifatu stanął wybrany przez szurę lider ugrupowania szejk Abu Bakr al-Baghdadi jako kalif Ibrahim ibn Awwad. Według ISIS stał się tym samym przywódcą wszystkich muzułmanów na świecie. Władze USA ogłosiły, że deklaracja suwerenności Państwa Islamskiego „nie ma znaczenia”. Islamskie ugrupowanie militarne Dżajsz al-Islam wchodzące w skład Frontu Islamskiego odrzuciło deklarację o utworzeniu kalifatu, argumentując, że „gang al-Baghdadiego żyje w świecie fantazji”, a deklaracja suwerenności to jedynie element wojny psychologicznej”.
Po zajęciu syryjskiej muhafazy Dajr az-Zaur dżihadyści skierowali swoje uderzenie na bazy wojskowe sił syryjskich. W lipcu i sierpniu 2014 roku zajęli bazę 17. Dywizji Syryjskich Arabskich Sił Zbrojnych w Ar-Rakce, 121. bazę Pułku Artylerii, bazę 93. Brygady oraz bazę Sił Powietrznych Tabka. Walki o każdą z tych baz kosztowały życie kilkuset syryjskich żołnierzy, których część zamordowano poprzez ścięcie głowy. Następnie zwłoki rozrzucano po ulicach miast.
Państwo Islamskie w sierpniu 2014 roku usiłowało rozszerzyć swoją strefę wpływów na Liban. W związku z tym ekstremiści we współpracy z Dżabhat an-Nursa dokonali rajdu na libańskie miasto Arsal. Po kilku dniach walk siły libańskie opanowały sytuację, wypierając z miasta dżihadystów, jednak ci uprowadzili kilku żołnierzy. Po odrzuceniu przez libańskie władze negocjacji z ekstremistami dwóm żołnierzom ścięto głowy, a jeden został rozstrzelany przez Dżabhat an-Nusra.
Na początku sierpnia 2014 roku PI wznowiło kampanię w północnym Iraku, dopuszczając się masakr na jezydach i chrześcijanach, co spowodowało podjęcie lotniczej interwencji Stanów Zjednoczonych na terytorium Iraku podbitym przez Państwo Islamskie. W odwecie za bombardowania pozycji Państwa Islamskiego dżihadyści 19 sierpnia 2014 r. dokonali egzekucji na amerykańskim reporterze wojennym Jamesie Foleyu, a 2 września 2014 r. na Stevenie Sotloffie. Mimo nalotów amerykańskich w północnym Iraku PI wdało się w walki z kurdyjskimi jednostkami Peszmergów uzbrojonych przez państwa zachodnie. Tymczasem podczas trwania kampanii irackiej na zajętych terytoriach w muhafazie Dajr az-Zaur w pierwszej połowie sierpnia 2014 roku dżihadyści dokonali egzekucji na 700 członkach plemion zamieszkujących pustynne tereny i przeciwstawiających się ekspansji Państwa Islamskiego.
19 września 2014 r. do operacji lotniczej wymierzonej w Państwo Islamskie przyłączyły się Francuskie Siły Powietrzne. 23 września 2014 r. rozpoczęła się kampania lotnicza na terytorium Syrii. W nalotach oprócz USA udział wzięły Katar, Arabia Saudyjska, Bahrajn, Zjednoczone Emiraty Arabskie, Jordania oraz Wielka Brytania i Australia.
W październiku 2016 wojska irackie wspomagane przez peszmergów i innych bojowników rozpoczęły ofensywę mającą na celu odbicie Mosulu z rąk Daesz, co ostatecznie osiągnięto w czerwcu 2017.
Organizacje praw człowieka Human Rights Watch [410], Amnesty International [411] i inni obserwatorzy oskarżają peszmergów o celowe i systematyczne niszczenie arabskich osiedli pod pozorem walki z ISIS [413] i wypędzenia mieszkańców w celu stworzenia kurdyjskiego obszaru osadniczego, który byłby możliwie jednorodny etnicznie.
4 lipca 2018 irackie siły zbrojne i specjalne jednostki policji, przy wsparciu Peszmergów i szyickiej milicji al-Hashd al-Sha’bī, rozpoczęły ofensywę przeciwko Państwu Islamskiemu między Dijala i Kirkuk po tym, jak ISIS zabiło ośmiu zakładników pod koniec czerwca 2018. Ataki były wspierane przez siły powietrzne Międzynarodowego Sojuszu przeciwko Państwu Islamskiemu.

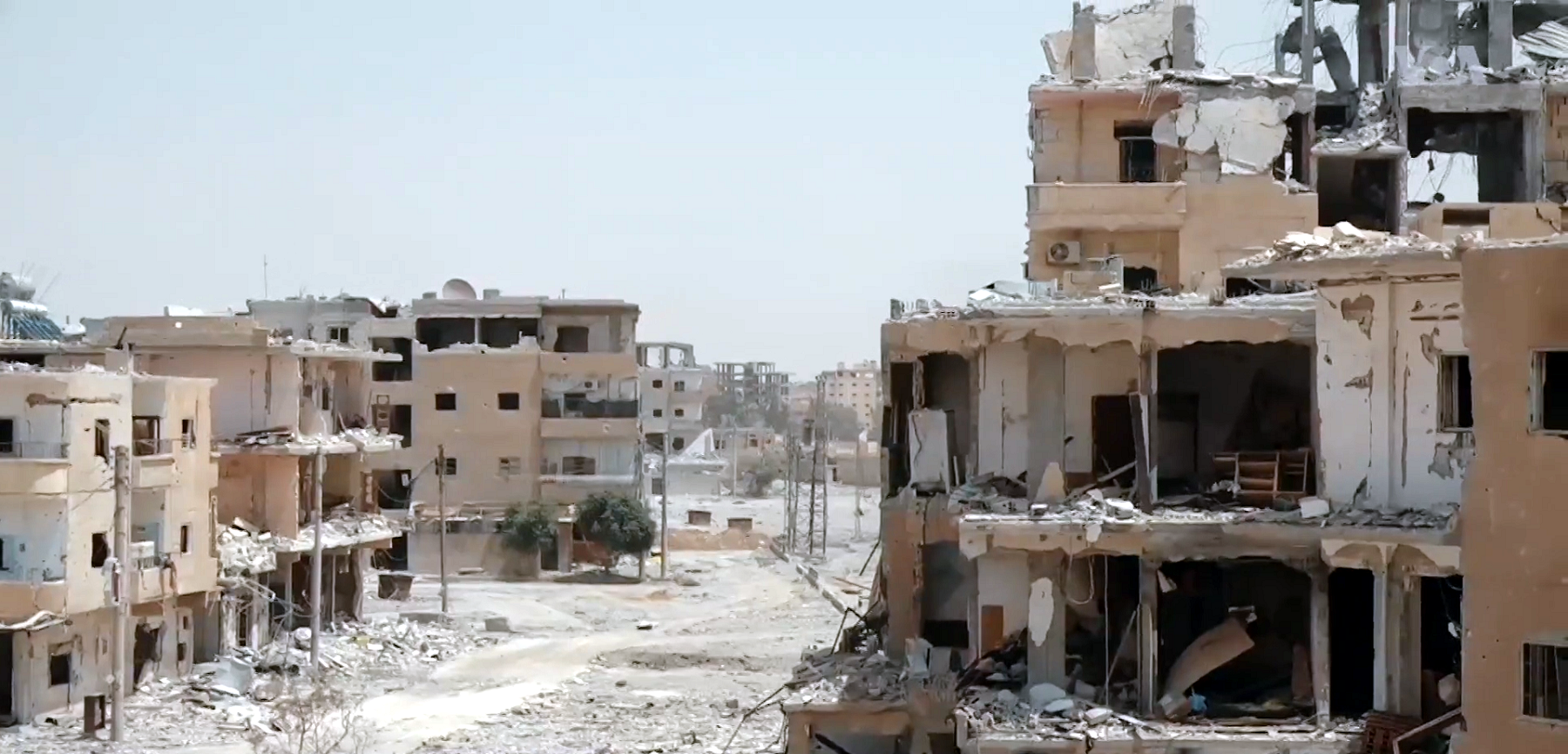
Ar-Rakka w sierpniu 2017

Na początku września 2017 armii kurdyjskiej udaje się wyzwolić stare miasto Ar-Rakka, a do 17 października oczyszczono je całkowicie.
W październiku 2017 po oswobodzeniu Abu Kamal przez rządowe wojska Syrii ISIS nie posiadało większych ośrodków na terenie Syrii. W grudniu rosyjskie ministerstwo obrony ogłosiło zwycięstwo nad ISIS w Syrii.
20 marca 2018 bojownicy Państwa Islamskiego zajęli południową dzielnicę Qadam (Al-Kadam) w Damaszku, gdzie znajduje się obóz uchodźców Jarmuk. Według SOHR (Syrian Observatory for Human Rights) zginęło 36 milicjantów lojalnych wobec rządu. 21 maja 2018 armia syryjska ponownie całkowicie opanowała Damaszek.
W lutym 2019 Prezydent USA Donald Trump informował o zlikwidowaniu przez Kurdyjskie Siły Demokratyczne ostatniej enklawy terytorialnej samozwańczego Kalifatu Daesz. Mieściła się ona w północnej Syrii. Później okazało się, że nie opanowano jeszcze całości terytoriów zajętych przez Państwo Islamskie. Mała grupa najbardziej fanatycznych bojowników pozostała we władzy nad wsią Baguz na wschodnim brzegu Eufratu. Dopiero 23 marca Syryjskie Siły Demokratyczne (SDF), które bezpośrednio walczyły o Baguz, potwierdziły rzeczywiste przywrócenie tej miejscowości legalnym władzom. Ujawniono wówczas zagranicznych najemników, pracujących na rzecz tzw. Państwa Islamskiego.

## Sytuacja od kwietnia 2019
Po bitwie pod Baghuz pozostali krewni bojowników ISIS uciekli głównie do obozu dla uchodźców w Al-Haul. Podczas bitwy pod Baghuz, obóz ten rozrósł się z mniej niż 10 000 do około 72 000 osób. Najbardziej radykalni członkowie bojowników Państwa Islamskiego, grupa 10 000 osób, zostali zatrzymani w otoczonym obszarze w Al-Haul. Pozostali bojownicy ISIS z bitwy pod Baghuz wycofali się na syryjską pustynię i do syryjsko-irackiego regionu przygranicznego, albo zostali schwytani lub zabici. W Syrii bojownicy ISIS operowali w 2020 roku głównie na pustyni na zachód od Eufratu w prowincjach Dajr az-Zaur, gdzie zaatakowali żołnierzy syryjskich sił zbrojnych w pobliżu małego miasteczka As-Suchna i Homs. W Iraku ISIS przeprowadziło ataki między innymi w prowincjach Salah ad-Din i Kirkuk.

## Propaganda
W 2014 roku Państwo Islamskie założyło Al-Hayat Media Center (arab. ‏الحياة للإنتاج الإعلامي‎). Materiały medialne skierowane są do odbiorców z państw zachodnich (używane są języki francuski, niemiecki, angielski). Od lipca 2014 roku Państwo Islamskie wydaje magazyn Dabiq. Z Al-Hayat Media Center pochodzą materiały filmowe o wysokim poziomie jakości z zastosowaniem efektów specjalnych. Materiały te zawierają również przekazy do ludności państw zachodnich, w których jest groźba kolejnych zamachów albo jest nawoływanie do przystąpienia do Państwa Islamskiego i uczestnictwa w aktach terroru. W materiałach propagandowych również wykorzystywane są fragmenty gier komputerowych. Materiały zawierają również sceny egzekucji (w tym te niezwykle brutalne, np. spalenie człowieka żywcem w klatce) lub sceny walki, często pokazywane są szkolenia militarne członków Państwa Islamskiego (przykład: kurs snajperski). Al-Hayat Media Center tworzy także materiały, których zadaniem jest zastraszanie, wzbudzanie przerażenia u ludności państw, z którymi walczy Państwo Islamskie (pokazywanie okrutnych morderstw). W imieniu Państwa Islamskiego filmy publikuje także al-Furāt Media Foundation oraz Maktabah al-Himmah, odpowiedzialne również za wydawanie książek i czasopism. Ajnad Media i Asedaa Foundation (sympatyzująca z ISIS) specjalizuje się w nagrywaniu piosenek (tzw. naszidów). 5 kwietnia 2016 zostało ogłoszone powstanie grupy hakerów, czyli UCC (United Cyber Caliphate), utworzonej z czterech mniejszych. Głównymi środkami przekazu medialnego i informacyjnego ISIS jest Amaq News Agency oraz strony internetowe, takie jak Halummu Website. ISIS bardzo prężnie działa na Telegramie. Do oficjalnych grup zalicza się Nashir oraz Halummu.
Po ostatecznej klęsce militarnej ISIS (gdy kapitulacja syryjskiej wioski Baghuz ostatecznie zakończyła działalność Daesh w sensie terytorialnym) spodziewane jest dalsze istnienie Państwa Islamskiego na zasadzie globalnej sieci jego zwolenników. Sprzyja temu ogólny dostęp do materiałów oraz grup ISIS w Internecie. Zjawisko to często nazywane jest Cyber-Kalifatem.